# Tony Stratton-Smith
Ne doit pas être confondu avec Tony Smith (manager), aussi manager de Genesis
Pour les articles homonymes, voir Tony Smith.
Tony Stratton-Smith (29 octobre 1933, Birmingham – 13 mars 1987, Jersey) est un journaliste et entrepreneur anglais, fondateur en 1969 du label Charisma Records. Il a été le manager de nombreux groupes de rock, parmi lesquels Genesis, The Nice, Van der Graaf Generator ou le Bonzo Dog Doo-Dah Band.
Il signe son contrat le plus important avec le groupe Genesis. Charisma Records produit également les albums solos de certains membres de Genesis, (notamment Steve Hackett et Peter Gabriel.), ainsi que des groupes Atomic Rooster ou Lindisfarne.
L'album Clutching at Straws de Marillion est dédié à sa mémoire, ainsi que la chanson Time to Burn de Peter Hammill (1988) qui est d'après Peter « comme un au revoir à Tony », mort en 1987. Keith Emerson a également composé, pour l'occasion, un Lament for Tony Stratton-Smith qui paraît notamment sur le CD Hammer It Out : The Anthology.